# Vujadin Boškov
Vujadin Boškov (in serbo Вујадин Бошков?, IPA: [ʋuˈjadin ˈboʃkoʋ]; Begeč, 16 maggio 1931 – Novi Sad, 27 aprile 2014) è stato un calciatore e allenatore di calcio jugoslavo, di ruolo centrocampista.

## Biografia
Vujadin Boškov nacque il 16 maggio 1931 a Begeč, villaggio a una quindicina di chilometri da Novi Sad, nella provincia di Voivodina in Serbia (all'epoca parte della Jugoslavia). Aveva un fratello maggiore di nome Alexandre, morto diciassettenne nel 1943 per meningite. Nel 1955 si sposò con Yelena, intellettuale, giornalista e studiosa di notevole caratura, alla quale rimase legato per tutta la vita; nel 1957 la coppia ebbe una figlia, Aleksandra. Si laureò in storia a Novi Sad ed era appassionato anche di geografia e politica.
Durante la sua carriera si distinse per le frasi sintetiche, ironiche e a volte lapalissiane che spesso pronunciava quando appariva in pubblico, aforismi entrati nella cultura generale del mondo calcistico soprattutto italiano, a volte come veri e propri tormentoni.
Morì il 27 aprile 2014, all'età di 82 anni, dopo una lunga malattia, una forma molto aggressiva di Alzheimer. In suo onore è stato istituito dalla Sampdoria il "Trofeo Vujadin Boškov".

## Caratteristiche tecniche
(Sebastiano Vernazza, La Gazzetta dello Sport, 30 aprile 2014)

### Giocatore
Era un centrocampista organizzatore di gioco, che giocava come mezzala o mediano. I suoi modelli erano l'ungherese Nándor Hidegkuti e il brasiliano Didi.

### Allenatore
In panchina, il suo schema di gioco preferito era il 4-4-2.

## Carriera

### Giocatore

#### Club
Nel 1946 lasciò il suo piccolo villaggio per andare a giocare nel Vojvodina di Novi Sad. Iniziò a giocare con la prima squadra nel 1950 e vi restò per dieci anni.
Durante questo periodo non raccolse vittorie, poiché i tornei jugoslavi erano a esclusivo appannaggio di Stella Rossa, Partizan, Hajduk e Dinamo Zagabria, i cosiddetti grandi quattro (velika četvorka). Il massimo piazzamento raggiunto dal Vojvodina fu il secondo posto in campionato nella stagione 1956-1957, alle spalle della Stella Rossa, oltre a una finale di Coppa di Jugoslavia persa nel 1951 contro la Dinamo Zagabria.
Nel 1958, a causa di uno scontro con un portiere avversario, s'infortunò a una gamba e ciò lo condizionò per circa due anni. Nel 1961 si trasferì in Italia, alla Sampdoria, all'età di 30 anni; all'epoca la federazione calcistica jugoslava vietava trasferimenti all'estero ai giocatori prima del loro trentesimo compleanno. Indossò la maglia numero 7. Militò in Serie A solo nella stagione 1961-1962, risentendo di problemi fisici. Sotto la guida di Eraldo Monzeglio, la squadra raggiunse il decimo posto; Boškov collezionò 13 presenze e un gol.
Dal 1962 al 1964 giocò in Svizzera negli Young Fellows di Zurigo, con cui fu giocatore ed allenatore. Iniziò ad allenare quando, durante un allenamento, l'allenatore si fece male a un ginocchio e lasciò a Boškov il fischietto, dicendogli di continuare al suo posto.
Nella sua carriera sul campo si distinse per correttezza e sportività, diventando uno dei pochi giocatori a non ricevere mai nessuna ammonizione o espulsione in assoluto.

#### Nazionale
Nel 1951 esordì con la nazionale jugoslava. Nel 1953, ventiduenne, fu convocato dalla FIFA nella formazione del Resto d'Europa per una gara a Wembley contro l'Inghilterra; l'incontro finì 4 a 4. Con la Jugoslavia partecipò ai Giochi Olimpici del 1952; la squadra di Milorad Arsenijević raggiunse la finale, ma fu sconfitta per 2-0 allo Stadio Olimpico di Helsinki dalla "Squadra d'oro" dell'Ungheria, con reti di Puskás e Czibor.
Partecipò a due campionati del mondo. In Svizzera, nel 1954, la Jugoslavia fu eliminata ai quarti di finale dai futuri campioni della Germania Ovest, come quattro anni dopo in Svezia.

### Allenatore

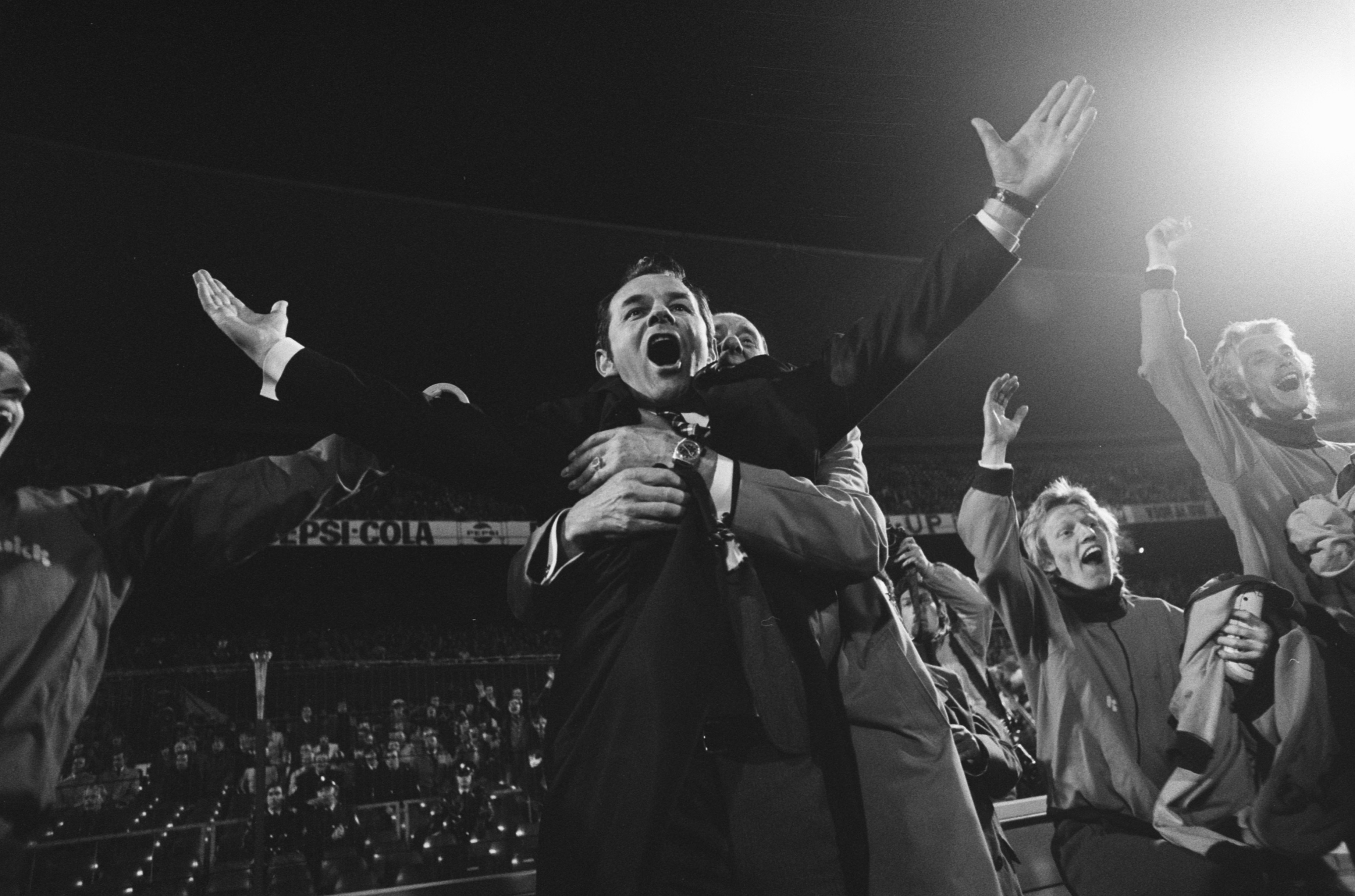
Boškov esulta per la vittoria del suo Den Haag nella finale della KNVB beker 1974-1975

Tornato in patria nel 1964, allenò per sette anni la "sua" Vojvodina, portandola alla vittoria del campionato jugoslavo per la prima volta nella sua storia, nella stagione 1965-1966. Nel 1971, a quarant'anni, fu chiamato ad allenare la nazionale jugoslava: alle qualificazioni al campionato europeo di calcio 1972; i blu vinsero il proprio girone, sopravanzando i quotati Paesi Bassi del calcio totale, la Germania Est e il Lussemburgo, ma furono sconfitti ai play-off dall'Unione Sovietica. Nel 1973 Boškov lasciò il suo Paese per dissapori con il regime di Tito.
Si trasferì nei Paesi Bassi, dove guidò il Den Haag. Con i cigni vinse la Coppa d'Olanda 1974-1975, battendo in finale il Twente; nella stagione successiva raggiunse i quarti di finale della Coppa delle Coppe, venendo eliminato dagli inglesi del West Ham. A fine anno passò al Feyenoord. Con la squadra di Rotterdam raggiunse i quarti della Coppa UEFA, concludendo quarto il campionato, ma l'anno dopo il club non andò oltre il decimo posto. Nei Paesi Bassi fu accolto con grande affetto, ma dovette lasciare anche questa nazione a causa di una nuova legge sugli extracomunitari.

Boškov, a destra, allenatore della Sampdoria negli anni ottanta, con i propri giocatori Briegel e Cerezo

Iniziò quindi una nuova avventura in Spagna, sulle panchine di Real Saragozza, Real Madrid (conquistando una finale di Coppa dei Campioni, un campionato e due Coppe di Spagna) e Sporting Gijon. A ciò seguirono dodici anni di esperienza in Italia, dove allenò Ascoli, Sampdoria, Roma (dove fece esordire Francesco Totti), Napoli e Perugia, con un fugace intermezzo in Svizzera nel Servette, e fu anche docente alla scuola per tecnici e allenatori di Coverciano sotto la direzione di Italo Allodi. In Italia il suo nome è legato soprattutto al periodo trascorso alla Sampdoria, dove rimase per sei anni tra la seconda metà degli anni ottanta e i primi anni novanta; sotto la sua guida la squadra genovese, di cui all'epoca era proprietario e presidente l'imprenditore del settore petrolifero Paolo Mantovani, trascinata dalle reti di Gianluca Vialli e Roberto Mancini, soprannominati I gemelli del gol, attraversò il periodo più vittorioso della sua storia, conquistando 1 scudetto (1991), 2 Coppe Italia (1988 e 1989), 1 Supercoppa italiana (1991), 1 Coppa delle Coppe (1990), oltre a raggiungere una finale di Coppa dei Campioni (1992).
Il suo ultimo incarico è stato quello di commissario tecnico della nazionale jugoslava, dove arrivò nel 1999 e che portò agli Europei del 2000 (in cui la squadra ebbe la peggior difesa, dopo essere stata eliminata per 6-1 dai Paesi Bassi ai quarti), lasciando l'incarico dopo la competizione.
Da allenatore raggiunse due volte la finale di Coppa dei Campioni, con il Real Madrid (1981) e con la Sampdoria (1992), venendo sconfitto in entrambe le occasioni per 1-0 (dal Liverpool e dal Barcellona).

## Statistiche

### Cronologia presenze e reti in nazionale
| Cronologia completa delle presenze e delle reti in nazionale ― Jugoslavia | Cronologia completa delle presenze e delle reti in nazionale ― Jugoslavia | Cronologia completa delle presenze e delle reti in nazionale ― Jugoslavia | Cronologia completa delle presenze e delle reti in nazionale ― Jugoslavia | Cronologia completa delle presenze e delle reti in nazionale ― Jugoslavia | Cronologia completa delle presenze e delle reti in nazionale ― Jugoslavia | Cronologia completa delle presenze e delle reti in nazionale ― Jugoslavia | Cronologia completa delle presenze e delle reti in nazionale ― Jugoslavia |
| Data                                                                      | Città                                                                     | In casa                                                                   | Risultato                                                                 | Ospiti                                                                    | Competizione                                                              | Reti                                                                      | Note                                                                      |
| ------------------------------------------------------------------------- | ------------------------------------------------------------------------- | ------------------------------------------------------------------------- | ------------------------------------------------------------------------- | ------------------------------------------------------------------------- | ------------------------------------------------------------------------- | ------------------------------------------------------------------------- | ------------------------------------------------------------------------- |
| 24-6-1951                                                                 | Belgrado                                                                  | Jugoslavia                                                                | 7 – 3                                                                     | Svizzera                                                                  | Amichevole                                                                | -                                                                         |                                                                           |
| 23-8-1951                                                                 | Oslo                                                                      | Norvegia                                                                  | 2 – 4                                                                     | Jugoslavia                                                                | Amichevole                                                                | -                                                                         |                                                                           |
| 2-9-1951                                                                  | Belgrado                                                                  | Jugoslavia                                                                | 2 – 1                                                                     | Svezia                                                                    | Amichevole                                                                | -                                                                         |                                                                           |
| 25-6-1952                                                                 | Zagabria                                                                  | Jugoslavia                                                                | 4 – 1                                                                     | Norvegia                                                                  | Amichevole                                                                | -                                                                         |                                                                           |
| 15-7-1952                                                                 | Helsinki                                                                  | Jugoslavia                                                                | 10 – 1                                                                    | India                                                                     | Olimpiadi 1952 - Turno di qualificazione                                  | -                                                                         |                                                                           |
| 20-7-1952                                                                 | Tampere                                                                   | Unione Sovietica                                                          | 5 – 5                                                                     | Jugoslavia                                                                | Olimpiadi 1952 - Ottavi di finale                                         | -                                                                         |                                                                           |
| 22-7-1952                                                                 | Tampere                                                                   | Unione Sovietica                                                          | 1 – 3                                                                     | Jugoslavia                                                                | Olimpiadi 1952 - Ottavi di finale (ripetizione)                           | -                                                                         |                                                                           |
| 25-7-1952                                                                 | Helsinki                                                                  | Jugoslavia                                                                | 5 – 3                                                                     | Danimarca                                                                 | Olimpiadi 1952 - Quarti di finale                                         | -                                                                         |                                                                           |
| 29-7-1952                                                                 | Helsinki                                                                  | Jugoslavia                                                                | 3 – 1                                                                     | Germania Ovest                                                            | Olimpiadi 1952 - Semifinale                                               | -                                                                         |                                                                           |
| 2-8-1952                                                                  | Helsinki                                                                  | Ungheria                                                                  | 2 – 0                                                                     | Jugoslavia                                                                | Olimpiadi 1952 - Finale                                                   | -                                                                         |                                                                           |
| 21-9-1952                                                                 | Belgrado                                                                  | Jugoslavia                                                                | 4 – 2                                                                     | Austria                                                                   | Amichevole                                                                | -                                                                         |                                                                           |
| 2-11-1952                                                                 | Belgrado                                                                  | Jugoslavia                                                                | 5 – 0                                                                     | Egitto                                                                    | Amichevole                                                                | -                                                                         | 46’                                                                       |
| 21-12-1952                                                                | Ludwigshafen am Rhein                                                     | Germania Ovest                                                            | 3 – 2                                                                     | Jugoslavia                                                                | Amichevole                                                                | -                                                                         |                                                                           |
| 9-5-1953                                                                  | Belgrado                                                                  | Jugoslavia                                                                | 1 – 0                                                                     | Grecia                                                                    | Qual. Mondiali 1954                                                       | -                                                                         |                                                                           |
| 14-5-1953                                                                 | Bruxelles                                                                 | Belgio                                                                    | 1 – 3                                                                     | Jugoslavia                                                                | Amichevole                                                                | -                                                                         |                                                                           |
| 21-5-1953                                                                 | Belgrado                                                                  | Jugoslavia                                                                | 5 – 2                                                                     | Galles                                                                    | Amichevole                                                                | -                                                                         |                                                                           |
| 5-6-1953                                                                  | Istanbul                                                                  | Turchia                                                                   | 2 – 2                                                                     | Jugoslavia                                                                | Amichevole                                                                | -                                                                         |                                                                           |
| 18-10-1953                                                                | Belgrado                                                                  | Jugoslavia                                                                | 3 – 1                                                                     | Francia                                                                   | Amichevole                                                                | -                                                                         |                                                                           |
| 8-11-1953                                                                 | Skopje                                                                    | Jugoslavia                                                                | 1 – 0                                                                     | Israele                                                                   | Qual. Mondiali 1954                                                       | -                                                                         |                                                                           |
| 21-3-1954                                                                 | Ramat Gan                                                                 | Israele                                                                   | 0 – 1                                                                     | Jugoslavia                                                                | Qual. Mondiali 1954                                                       | -                                                                         |                                                                           |
| 28-3-1954                                                                 | Atene                                                                     | Grecia                                                                    | 0 – 1                                                                     | Jugoslavia                                                                | Qual. Mondiali 1954                                                       | -                                                                         |                                                                           |
| 16-5-1954                                                                 | Belgrado                                                                  | Jugoslavia                                                                | 1 – 0                                                                     | Inghilterra                                                               | Amichevole                                                                | -                                                                         |                                                                           |
| 16-6-1954                                                                 | Losanna                                                                   | Jugoslavia                                                                | 1 – 0                                                                     | Francia                                                                   | Mondiali 1954 - 1º turno                                                  | -                                                                         |                                                                           |
| 19-6-1954                                                                 | Losanna                                                                   | Brasile                                                                   | 1 – 1                                                                     | Jugoslavia                                                                | Mondiali 1954 - 1º turno                                                  | -                                                                         |                                                                           |
| 17-6-1954                                                                 | Losanna                                                                   | Jugoslavia                                                                | 0 – 2                                                                     | Germania Ovest                                                            | Mondiali 1954 - Quarti di finale                                          | -                                                                         |                                                                           |
| 22-9-1954                                                                 | Cardiff                                                                   | Galles                                                                    | 1 – 3                                                                     | Jugoslavia                                                                | Amichevole                                                                | -                                                                         |                                                                           |
| 26-9-1954                                                                 | Saarbrücken                                                               | Saar                                                                      | 1 – 5                                                                     | Jugoslavia                                                                | Amichevole                                                                | -                                                                         |                                                                           |
| 3-10-1954                                                                 | Vienna                                                                    | Austria                                                                   | 1 – 3                                                                     | Jugoslavia                                                                | Amichevole                                                                | -                                                                         |                                                                           |
| 17-10-1954                                                                | Sarajevo                                                                  | Jugoslavia                                                                | 5 – 1                                                                     | Turchia                                                                   | Amichevole                                                                | -                                                                         |                                                                           |
| 15-5-1955                                                                 | Belgrado                                                                  | Jugoslavia                                                                | 2 – 2                                                                     | Scozia                                                                    | Amichevole                                                                | -                                                                         |                                                                           |
| 29-5-1955                                                                 | Torino                                                                    | Italia                                                                    | 0 – 4                                                                     | Jugoslavia                                                                | Amichevole                                                                | -                                                                         |                                                                           |
| 26-6-1955                                                                 | Belgrado                                                                  | Jugoslavia                                                                | 0 – 0                                                                     | Svizzera                                                                  | Amichevole                                                                | -                                                                         |                                                                           |
| 25-9-1955                                                                 | Belgrado                                                                  | Jugoslavia                                                                | 3 – 1                                                                     | Germania Ovest                                                            | Amichevole                                                                | -                                                                         |                                                                           |
| 19-10-1955                                                                | Dublino                                                                   | Irlanda                                                                   | 1 – 4                                                                     | Jugoslavia                                                                | Amichevole                                                                | -                                                                         |                                                                           |
| 30-10-1955                                                                | Vienna                                                                    | Austria                                                                   | 2 – 1                                                                     | Jugoslavia                                                                | Amichevole                                                                | -                                                                         |                                                                           |
| 11-11-1955                                                                | Colombes                                                                  | Francia                                                                   | 1 – 1                                                                     | Jugoslavia                                                                | Amichevole                                                                | -                                                                         |                                                                           |
| 22-4-1956                                                                 | Belgrado                                                                  | Jugoslavia                                                                | 0 – 1                                                                     | Romania                                                                   | Amichevole                                                                | -                                                                         |                                                                           |
| 29-4-1956                                                                 | Budapest                                                                  | Ungheria                                                                  | 2 – 2                                                                     | Jugoslavia                                                                | Amichevole                                                                | -                                                                         |                                                                           |
| 25-6-1956                                                                 | Zagabria                                                                  | Jugoslavia                                                                | 1 – 1                                                                     | Austria                                                                   | Amichevole                                                                | -                                                                         |                                                                           |
| 9-9-1956                                                                  | Belgrado                                                                  | Jugoslavia                                                                | 4 – 1                                                                     | Indonesia                                                                 | Amichevole                                                                | -                                                                         |                                                                           |
| 16-9-1956                                                                 | Belgrado                                                                  | Jugoslavia                                                                | 1 – 3                                                                     | Ungheria                                                                  | Amichevole                                                                | -                                                                         |                                                                           |
| 30-9-1956                                                                 | Belgrado                                                                  | Jugoslavia                                                                | 1 – 2                                                                     | Cecoslovacchia                                                            | Amichevole                                                                | -                                                                         |                                                                           |
| 21-11-1956                                                                | Glasgow                                                                   | Scozia                                                                    | 2 – 0                                                                     | Jugoslavia                                                                | Amichevole                                                                | -                                                                         |                                                                           |
| 28-11-1956                                                                | Londra                                                                    | Inghilterra                                                               | 3 – 0                                                                     | Jugoslavia                                                                | Amichevole                                                                | -                                                                         |                                                                           |
| 5-5-1957                                                                  | Atene                                                                     | Grecia                                                                    | 0 – 0                                                                     | Jugoslavia                                                                | Qual. Mondiali 1958                                                       | -                                                                         |                                                                           |
| 12-5-1957                                                                 | Zagabria                                                                  | Jugoslavia                                                                | 6 – 1                                                                     | Italia                                                                    | Amichevole                                                                | -                                                                         |                                                                           |
| 18-5-1957                                                                 | Bratislava                                                                | Cecoslovacchia                                                            | 1 – 0                                                                     | Jugoslavia                                                                | Amichevole                                                                | -                                                                         |                                                                           |
| 15-9-1957                                                                 | Belgrado                                                                  | Jugoslavia                                                                | 3 – 3                                                                     | Austria                                                                   | Amichevole                                                                | -                                                                         | cap.                                                                      |
| 29-9-1957                                                                 | Bucarest                                                                  | Romania                                                                   | 1 – 1                                                                     | Jugoslavia                                                                | Qual. Mondiali 1958                                                       | -                                                                         | cap.                                                                      |
| 10-11-1957                                                                | Belgrado                                                                  | Jugoslavia                                                                | 4 – 1                                                                     | Grecia                                                                    | Qual. Mondiali 1958                                                       | -                                                                         | cap.                                                                      |
| 17-11-1957                                                                | Belgrado                                                                  | Jugoslavia                                                                | 2 – 0                                                                     | Romania                                                                   | Qual. Mondiali 1958                                                       | -                                                                         | cap.                                                                      |
| 29-4-1958                                                                 | Budapest                                                                  | Ungheria                                                                  | 2 – 0                                                                     | Jugoslavia                                                                | Amichevole                                                                | -                                                                         |                                                                           |
| 11-5-1958                                                                 | Zagabria                                                                  | Jugoslavia                                                                | 5 – 0                                                                     | Inghilterra                                                               | Amichevole                                                                | -                                                                         |                                                                           |
| 8-6-1958                                                                  | Västerås                                                                  | Jugoslavia                                                                | 1 – 1                                                                     | Scozia                                                                    | Mondiali 1958 - 1º turno                                                  | -                                                                         |                                                                           |
| 11-6-1958                                                                 | Västerås                                                                  | Jugoslavia                                                                | 3 – 2                                                                     | Francia                                                                   | Mondiali 1958 - 1º turno                                                  | -                                                                         |                                                                           |
| 15-6-1958                                                                 | Eskilstuna                                                                | Paraguay                                                                  | 3 – 3                                                                     | Jugoslavia                                                                | Mondiali 1958 - 1º turno                                                  | -                                                                         |                                                                           |
| 19-6-1958                                                                 | Malmö                                                                     | Germania Ovest                                                            | 1 – 0                                                                     | Jugoslavia                                                                | Mondiali 1958 - Quarti di finale                                          | -                                                                         |                                                                           |
| Totale                                                                    |                                                                           | Presenze                                                                  | 57                                                                        |                                                                           | Reti                                                                      | 0                                                                         |                                                                           |

### Statistiche da allenatore

#### Club
In grassetto le competizioni vinte.
| Stagione              | Squadra               | Campionato            | Campionato | Campionato | Campionato | Campionato | Coppe nazionali | Coppe nazionali | Coppe nazionali | Coppe nazionali | Coppe nazionali | Coppe continentali | Coppe continentali | Coppe continentali | Coppe continentali | Coppe continentali | Altre coppe | Altre coppe | Altre coppe | Altre coppe | Altre coppe | Totale | Totale | Totale | Totale | % Vittorie | Piazzamento      |
| Stagione              | Squadra               | Comp                  | G          | V          | N          | P          | Comp            | G               | V               | N               | P               | Comp               | G                  | V                  | N                  | P                  | Comp        | G           | V           | N           | P           | G      | V      | N      | P      | %          | Piazzamento      |
| --------------------- | --------------------- | --------------------- | ---------- | ---------- | ---------- | ---------- | --------------- | --------------- | --------------- | --------------- | --------------- | ------------------ | ------------------ | ------------------ | ------------------ | ------------------ | ----------- | ----------- | ----------- | ----------- | ----------- | ------ | ------ | ------ | ------ | ---------- | ---------------- |
| 1962-1963             | Young Boys            | LNA                   | 26         | 13         | 5          | 8          | CS              | ?               | ?               | ?               | ?               | -                  | -                  | -                  | -                  | -                  | -           | -           | -           | -           | -           | 26     | 13     | 5      | 8      | 50,00      | 4º               |
| 1963-1964             | Young Boys            | LNA                   | 26         | 11         | 5          | 10         | CS              | ?               | ?               | ?               | ?               | -                  | -                  | -                  | -                  | -                  | -           | -           | -           | -           | -           | 26     | 11     | 5      | 10     | 42,31      | 6º               |
| Totale Young Boys     | Totale Young Boys     | Totale Young Boys     | 52         | 24         | 10         | 18         |                 | ?               | ?               | ?               | ?               |                    | -                  | -                  | -                  | -                  |             | -           | -           | -           | -           | 52     | 24     | 10     | 18     | 46,15      |                  |
| 1974-1975             | Den Haag              | E                     | 34         | 7          | 16         | 11         | CO              | 5               | 3               | 2               | 0               | -                  | -                  | -                  | -                  | -                  | -           | -           | -           | -           | -           | 39     | 10     | 18     | 11     | 25,64      | 10º              |
| 1975-1976             | Den Haag              | E                     | 34         | 15         | 7          | 12         | CO              | 2               | 1               | 0               | 1               | CdC                | 6                  | 5                  | 0                  | 1                  | -           | -           | -           | -           | -           | 42     | 21     | 7      | 14     | 50,00      | 6º               |
| Totale Den Haag       | Totale Den Haag       | Totale Den Haag       | 68         | 22         | 23         | 23         |                 | 7               | 4               | 2               | 1               |                    | 6                  | 5                  | 0                  | 1                  |             | -           | -           | -           | -           | 81     | 31     | 25     | 25     | 38,27      |                  |
| 1976-1977             | Feyenoord             | E                     | 34         | 16         | 12         | 6          | CO              | 2               | 1               | 0               | 1               | CU                 | 8                  | 4                  | 2                  | 2                  | -           | -           | -           | -           | -           | 44     | 21     | 14     | 9      | 47,73      | 4º               |
| 1977-1978             | Feyenoord             | E                     | 34         | 10         | 12         | 12         | CO              | 2               | 1               | 0               | 1               | -                  | -                  | -                  | -                  | -                  | -           | -           | -           | -           | -           | 36     | 11     | 12     | 13     | 30,56      | 10º              |
| Totale Feyenoord      | Totale Feyenoord      | Totale Feyenoord      | 68         | 26         | 24         | 18         |                 | 4               | 2               | 0               | 2               |                    | 8                  | 4                  | 2                  | 2                  |             | -           | -           | -           | -           | 80     | 32     | 26     | 22     | 40,00      |                  |
| 1978-1979             | Real Saragozza        | PD                    | 34         | 12         | 6          | 16         | CR              | 12              | 7               | 3               | 2               | -                  | -                  | -                  | -                  | -                  | -           | -           | -           | -           | -           | 46     | 19     | 9      | 18     | 41,30      | 14º              |
| 1979-1980             | Real Madrid           | PD                    | 34         | 22         | 9          | 3          | CR              | 7               | 4               | 3               | 0               | CC                 | 8                  | 5                  | 0                  | 3                  | -           | -           | -           | -           | -           | 49     | 31     | 12     | 6      | 63,27      | 1º               |
| 1980-1981             | Real Madrid           | PD                    | 34         | 20         | 5          | 9          | CR              | 4               | 1               | 2               | 1               | CC                 | 9                  | 6                  | 1                  | 2                  | -           | -           | -           | -           | -           | 47     | 27     | 8      | 12     | 57,45      | 2º               |
| 1981-mar. 1982        | Real Madrid           | PD                    | 30         | 16         | 7          | 7          | CR              | 5               | 2               | 2               | 1               | CU                 | 8                  | 4                  | 2                  | 2                  | -           | -           | -           | -           | -           | 43     | 22     | 11     | 10     | 51,16      | Eson.            |
| Totale Real Madrid    | Totale Real Madrid    | Totale Real Madrid    | 98         | 58         | 21         | 19         |                 | 16              | 7               | 7               | 2               |                    | 25                 | 15                 | 3                  | 7                  |             | -           | -           | -           | -           | 139    | 80     | 31     | 28     | 57,55      |                  |
| 1982-1983             | Sporting Gijón        | PD                    | 34         | 9          | 15         | 10         | CR              | 6               | 3               | 1               | 2               | -                  | -                  | -                  | -                  | -                  | -           | -           | -           | -           | -           | 40     | 12     | 16     | 12     | 30,00      | 8º               |
| 1983-1984             | Sporting Gijón        | PD                    | 34         | 11         | 8          | 15         | CR              | 4               | 3               | 0               | 1               | -                  | -                  | -                  | -                  | -                  | -           | -           | -           | -           | -           | 38     | 14     | 8      | 16     | 36,84      | 13º              |
| Totale Sporting Gijón | Totale Sporting Gijón | Totale Sporting Gijón | 68         | 20         | 23         | 25         |                 | 10              | 6               | 1               | 3               |                    | -                  | -                  | -                  | -                  |             | -           | -           | -           | -           | 78     | 26     | 24     | 28     | 33,33      |                  |
| nov. 1984-1985        | Ascoli                | A                     | 23         | 4          | 12         | 7          | -               | -               | -               | -               | -               | -                  | -                  | -                  | -                  | -                  | -           | -           | -           | -           | -           | 23     | 4      | 12     | 7      | 17,39      | Sub. 14º (retr.) |
| 1985-1986             | Ascoli                | B                     | 38         | 17         | 16         | 5          | CI              | 5               | 2               | 2               | 1               | -                  | -                  | -                  | -                  | -                  | -           | -           | -           | -           | -           | 43     | 19     | 18     | 6      | 44,19      | 1º (prom.)       |
| Totale Ascoli         | Totale Ascoli         | Totale Ascoli         | 61         | 21         | 28         | 12         |                 | 5               | 2               | 2               | 1               |                    | -                  | -                  | -                  | -                  |             | -           | -           | -           | -           | 66     | 23     | 30     | 13     | 34,85      |                  |
| 1986-1987             | Sampdoria             | A                     | 30+1       | 13+0       | 9+0        | 8+1        | CI              | 5               | 3               | 1               | 1               | -                  | -                  | -                  | -                  | -                  | -           | -           | -           | -           | -           | 36     | 16     | 10     | 10     | 44,44      | 6º               |
| 1987-1988             | Sampdoria             | A                     | 30         | 13         | 11         | 6          | CI              | 13              | 9               | 2               | 2               | -                  | -                  | -                  | -                  | -                  | -           | -           | -           | -           | -           | 43     | 22     | 13     | 8      | 51,16      | 4º               |
| 1988-1989             | Sampdoria             | A                     | 34         | 14         | 11         | 9          | CI              | 14              | 10              | 3               | 1               | CdC                | 9                  | 3                  | 3                  | 3                  | SI          | 1           | 0           | 0           | 1           | 58     | 27     | 17     | 14     | 46,55      | 5º               |
| 1989-1990             | Sampdoria             | A                     | 34         | 16         | 11         | 7          | CI              | 4               | 3               | 0               | 1               | CdC                | 9                  | 7                  | 2                  | 0                  | SI          | 1           | 0           | 0           | 1           | 48     | 26     | 13     | 9      | 54,17      | 5º               |
| 1990-1991             | Sampdoria             | A                     | 34         | 20         | 11         | 3          | CI              | 10              | 4               | 3               | 3               | CdC                | 6                  | 3                  | 1                  | 2                  | SU          | 2           | 0           | 1           | 1           | 52     | 27     | 16     | 9      | 51,92      | 1º               |
| 1991-1992             | Sampdoria             | A                     | 34         | 11         | 16         | 7          | CI              | 8               | 3               | 4               | 1               | CC                 | 11                 | 6                  | 2                  | 3                  | SI          | 1           | 1           | 0           | 0           | 54     | 21     | 22     | 11     | 38,89      | 6º               |
| 1992-1993             | Roma                  | A                     | 34         | 8          | 17         | 9          | CI              | 10              | 6               | 2               | 2               | CU                 | 8                  | 5                  | 0                  | 3                  | -           | -           | -           | -           | -           | 52     | 19     | 19     | 14     | 36,54      | 10º              |
| ott. 1994-1995        | Napoli                | A                     | 28         | 12         | 10         | 6          | CI              | 5               | 3               | 2               | 0               | CU                 | 3                  | 1                  | 0                  | 2                  | -           | -           | -           | -           | -           | 36     | 16     | 12     | 8      | 44,44      | Sub. 7º          |
| 1995-1996             | Napoli                | A                     | 34         | 10         | 11         | 13         | CI              | 1               | 0               | 0               | 1               | -                  | -                  | -                  | -                  | -                  | -           | -           | -           | -           | -           | 35     | 10     | 11     | 14     | 28,57      | 12º              |
| Totale Napoli         | Totale Napoli         | Totale Napoli         | 62         | 22         | 21         | 19         |                 | 6               | 3               | 2               | 1               |                    | 3                  | 1                  | 0                  | 2                  |             | -           | -           | -           | -           | 71     | 26     | 23     | 22     | 36,62      |                  |
| 1996-1997             | Servette              | LNA                   | 22         | 5          | 9          | 8          | CS              | 1               | 1               | 0               | 0               | -                  | -                  | -                  | -                  | -                  | -           | -           | -           | -           | -           | 23     | 6      | 9      | 8      | 26,09      | Eson.            |
| nov. 1997-1998        | Sampdoria             | A                     | 26         | 10         | 7          | 9          | CI              | 1               | 0               | 0               | 1               | -                  | -                  | -                  | -                  | -                  | -           | -           | -           | -           | -           | 27     | 10     | 7      | 10     | 37,04      | Sub. 9º          |
| Totale Sampdoria      | Totale Sampdoria      | Totale Sampdoria      | 222+1      | 97+0       | 76+0       | 49+1       |                 | 55              | 32              | 13              | 10              |                    | 35                 | 19                 | 8                  | 8                  |             | 5           | 1           | 1           | 3           | 318    | 149    | 98     | 71     | 46,86      |                  |
| feb.-giu. 1999        | Perugia               | A                     | 14         | 5          | 2          | 7          | -               | -               | -               | -               | -               | -                  | -                  | -                  | -                  | -                  | -           | -           | -           | -           | -           | 14     | 5      | 2      | 7      | 35,71      | Sub. 14º         |
| Totale carriera       | Totale carriera       | Totale carriera       | 804        | 320        | 260        | 224        |                 | 126             | 70              | 32              | 24              |                    | 85                 | 49                 | 13                 | 23                 |             | 5           | 1           | 1           | 3           | 1020   | 440    | 306    | 274    | 43,10      |                  |

## Palmarès

### Giocatore

#### Nazionale
- Argento olimpico: 1

Helsinki 1952

### Allenatore

#### Club

##### Competizioni nazionali
- Campionato jugoslavo: 1

Vojvodina: 1965-1966
- Coppa dei Paesi Bassi: 1

ADO Den Haag: 1974-1975
- Campionato spagnolo: 1

Real Madrid: 1979-1980
- Coppa di Spagna: 2

Real Madrid: 1979-1980, 1981-1982
- Campionato italiano di Serie B: 1

Ascoli: 1985-1986
- Coppa Italia: 2

Sampdoria: 1987-1988, 1988-1989
- Campionato italiano: 1

Sampdoria: 1990-1991
- Supercoppa italiana: 1

Sampdoria: 1991

##### Competizioni internazionali
- Coppa delle Coppe: 1

Sampdoria: 1989-1990

#### Individuale
- Panchina d'argento: 1

1990-1991
- Inserito nella Hall of Fame del calcio italiano nella categoria Riconoscimenti alla memoria

2021